# Asen Kantardżiew
Asen Kantardżiew, bułg. Асен Кантарджиев (ur. 21 września 1898 r. Samokowie, zm. w 1981 r. w Los Angeles) – bułgarski oficer rezerwy, naukowiec i wykładowca akademicki, publicysta, działacz nacjonalistyczny, minister robót publicznych w Bułgarskim Rządzie Narodowym pod koniec II wojny światowej.

## Życiorys
Był synem gen. Todora Kantardżiewa. W wieku 16 lat wstąpił ochotniczo w 1912 r. do Macedońsko-Adrianopolitańskiego Korpusu Ochotniczego, walczącego podczas wojen bałkańskich. Następnie ukończył szkołę oficerów rezerwy. Uczestniczył w I wojnie światowej. Przeszedł kurs lotniczy. Został odznaczony 4 Orderami "Za odwagę" ("За храброст"). Po zakończeniu wojny studiował prawo na uniwersytecie w Sofii, chemię na uniwersytecie w Berlinie, a następnie rolnictwo na uniwersytecie w Bonn. Następnie wykładał nauki rolnicze na uniwersytecie sofijskim. W latach 1926–1928 przebywał w USA na stypendium Rockefellera. Po powrocie do Bułgarii został docentem na uniwersytecie sofijskim. W 1931 r. uzyskał tytuł profesora. Od 1932 do 1933 r. był dziekanem wydziału rolniczego. Jednocześnie działał w masonerii (loża "Zora"). Był autorem licznych prac i artykułów naukowych. Przewodniczył nacjonalistycznej organizacji Ratnik (Ратничество за напредък на българщината), która w 1938 r. została zdelegalizowana. Profesor A. Kantardżiew został internowany w miejscowości Kotel. Po przejściu Bułgarii na stronę aliantów i utworzeniu w Wiedniu marionetkowego Bułgarskiego Rządu Narodowego we wrześniu 1944 r., objął funkcję ministra robót publicznych. Po zakończeniu wojny przebywał w Austrii. W 1949 r. wyemigrował do USA, zaś w 1950 r. do Kanady. W 1953 r. powrócił do USA.